# Cseh női labdarúgó-válogatott
A cseh női labdarúgó-válogatott képviseli Csehországot a nemzetközi női labdarúgó eseményeken. A csapatot a cseh labdarúgó-szövetség szervezi és irányítja. A cseh női-válogatott szövetségi kapitánya Karel Rada.
A cseh női nemzeti csapat még egyszer sem kvalifikálta magát világbajnokságra, Európa-bajnokságra illetve az olimpiai játékokra.

## Nemzetközi eredmények

### Világbajnoki szereplés
| Év       | Helyszín         | Eredmény      | Hely | M | Gy | D | V | Rg | Kg | Gk | P |
| -------- | ---------------- | ------------- | ---- | - | -- | - | - | -- | -- | -- | - |
| 1991     | Kína             | nem indult    | –    | – | –  | – | – | –  | –  | –  | – |
| 1995     | Svédország       | nem jutott be | –    | – | –  | – | – | –  | –  | –  | – |
| 1999     | Egyesült Államok | nem jutott be | –    | – | –  | – | – | –  | –  | –  | – |
| 2003     | Egyesült Államok | nem jutott be | –    | – | –  | – | – | –  | –  | –  | – |
| 2007     | Kína             | nem jutott be | –    | – | –  | – | – | –  | –  | –  | – |
| 2011     | Németország      | nem jutott be | –    | – | –  | – | – | –  | –  | –  | – |
| 2015     | Kanada           | nem jutott be | –    | – | –  | – | – | –  | –  | –  | – |
| 2019     | Franciaország    | nem jutott be | –    | – | –  | – | – | –  | –  | –  | – |
| Összesen | Összesen         | 0 / 8         |      | – | –  | – | – | –  | –  | –  | – |

### Európa-bajnoki szereplés
| Év       | Helyszín            | Eredmény      | Hely | M | Gy | D | V | Rg | Kg | Gk | P |
| -------- | ------------------- | ------------- | ---- | - | -- | - | - | -- | -- | -- | - |
| 1984     | –                   | nem indult    | –    | – | –  | – | – | –  | –  | –  | – |
| 1987     | Norvégia            | nem indult    | –    | – | –  | – | – | –  | –  | –  | – |
| 1989     | NSZK                | nem indult    | –    | – | –  | – | – | –  | –  | –  | – |
| 1991     | Dánia               | nem indult    | –    | – | –  | – | – | –  | –  | –  | – |
| 1993     | Olaszország         | nem indult    | –    | – | –  | – | – | –  | –  | –  | – |
| 1995     | Németország         | nem jutott be | –    | – | –  | – | – | –  | –  | –  | – |
| 1997     | Norvégia Svédország | nem jutott be | –    | – | –  | – | – | –  | –  | –  | – |
| 2001     | Németország         | nem jutott be | –    | – | –  | – | – | –  | –  | –  | – |
| 2005     | Anglia              | nem jutott be | –    | – | –  | – | – | –  | –  | –  | – |
| 2009     | Finnország          | nem jutott be | –    | – | –  | – | – | –  | –  | –  | – |
| 2013     | Svédország          | nem jutott be | –    | – | –  | – | – | –  | –  | –  | – |
| 2017     | Hollandia           | nem jutott be | –    | – | –  | – | – | –  | –  | –  | – |
| Összesen | Összesen            | 0 / 12        |      | – | –  | – | – | –  | –  | –  | – |

### Olimpiai szereplés
| Év       | Helyszín       | Eredmény      | Hely | M | Gy | D | V | Rg | Kg | Gk | P |
| -------- | -------------- | ------------- | ---- | - | -- | - | - | -- | -- | -- | - |
| 1996     | Atlanta        | nem jutott be | –    | – | –  | – | – | –  | –  | –  | – |
| 2000     | Sydney         | nem jutott be | –    | – | –  | – | – | –  | –  | –  | – |
| 2004     | Athén          | nem jutott be | –    | – | –  | – | – | –  | –  | –  | – |
| 2008     | Peking         | nem jutott be | –    | – | –  | – | – | –  | –  | –  | – |
| 2012     | London         | nem jutott be | –    | – | –  | – | – | –  | –  | –  | – |
| 2016     | Rio de Janeiro | nem jutott be | –    | – | –  | – | – | –  | –  | –  | – |
| Összesen | Összesen       | 0 / 6         |      | – | –  | – | – | –  | –  | –  | – |

## Jelenlegi keret
A 2021-es női labdarúgó-Európa-bajnokság selejtezőin pályára lépő játékosok.
A válogatottban való részvételek és a szerzett gólok száma a 2019. október 8-i  Spanyolország elleni mérkőzéssel bezárólag feltüntetve.
Head coach: Karel Rada
| Szám | Poszt | Név                 | Születési dátum / Kor          | Válogatottság | Gólok | Klub              |
| ---- | ----- | ------------------- | ------------------------------ | ------------- | ----- | ----------------- |
|      | K     | Barbora Votíková    | 1996. szeptember 13. (28 éves) | 18            | 0     | Slavia Praha      |
|      | K     | Barbora Růžičková   | 1998. április 20. (26 éves)    | 6             | 0     | 1. FC Slovácko    |
|      | K     | Ivana Pižlová       | 1981. december 13. (43 éves)   | 2             | 0     | Sparta Praha      |
|      | V     | Petra Bertholdová   | 1984. november 24. (40 éves)   | 77            | 4     | Sparta Praha      |
|      | V     | Aneta Dědinová      | 1994. március 9. (31 éves)     | 27            | 1     | Slavia Praha      |
|      | V     | Jitka Chlastáková   | 1993. október 13. (31 éves)    | 48            | 6     | FF USV Jena       |
|      | V     | Simona Necidová     | 1994. január 20. (31 éves)     | 25            | 1     | Slavia Praha      |
|      | V     | Jana Sedláčková     | 1993. január 21. (32 éves)     | 45            | 3     | FF USV Jena       |
|      | V     | Eliška Sonntagová   | 2001. július 26. (23 éves)     | 4             | 0     | Sparta Praha      |
|      | V     | Petra Vyštejnová    | 1990. november 12. (34 éves)   | 62            | 0     | Sparta Praha      |
|      | V     | Eva Bartoňová       | 1993. október 17. (31 éves)    | 45            | 3     | Inter Milan       |
|      | V     | Nikola Sedláčková   | 1990. szeptember 6. (34 éves)  | 24            | 0     | Slavia Praha      |
|      | V     | Kristýna Janků      | 1994. július 18. (30 éves)     | 13            | 0     | 1. FC Slovácko    |
|      | V     | Anna Dlasková       | 1995. október 6. (29 éves)     | 8             | 0     | Sparta Praha      |
|      | V     | Markéta Klímová     | 1999. június 8. (25 éves)      | 0             | 0     | 1. FC Slovácko    |
|      | KP    | Irena Martínková    | 1986. szeptember 19. (38 éves) | 64            | 10    | Sparta Praha      |
|      | KP    | Kateřina Bužková    | 1996. március 19. (28 éves)    | 17            | 0     | Sparta Praha      |
|      | KP    | Klára Cahynová      | 1993. december 20. (31 éves)   | 60            | 4     | Turbine Potsdam   |
|      | KP    | Kamila Dubcová      | 1999. január 17. (26 éves)     | 12            | 5     | Sassuolo          |
|      | KP    | Michaela Dubcová    | 1999. január 17. (26 éves)     | 7             | 0     | Sassuolo          |
|      | KP    | Pavlína Nepokojová  | 1989. január 29. (36 éves)     | 32            | 1     | Sparta Praha      |
|      | KP    | Markéta Ringelová   | 1989. január 29. (36 éves)     | 28            | 3     | Sparta Praha      |
|      | KP    | Kateřina Svitková   | 1996. március 20. (28 éves)    | 32            | 17    | Slavia Praha      |
|      | KP    | Antonie Stárová     | 1998. október 12. (26 éves)    | 10            | 1     | NC State Wolfpack |
|      | CS    | Lucie Martínková    | 1986. szeptember 19. (38 éves) | 89            | 20    | Sparta Praha      |
|      | CS    | Andrea Stašková     | 2000. május 12. (24 éves)      | 8             | 1     | Juventus          |
|      | CS    | Tereza Kožárová     | 1991. október 18. (33 éves)    | 38            | 9     | Slavia Praha      |
|      | CS    | Tereza Szewieczková | 1998. május 4. (26 éves)       | 19            | 4     | Slavia Praha      |
|      | CS    | Lucie Voňková       | 1992. február 28. (33 éves)    | 59            | 14    | AFC Ajax          |

## Lásd még
- Cseh labdarúgó-válogatott